# الکساندرا، گاتنگ
الکساندرا، گاتنگ (به لاتین: Alexandra, Gauteng) یک سکونتگاه مسکونی در آفریقای جنوبی است که در گائوتنگ واقع شده‌است.